# Norrtjärnen, Västmanland
Norrtjärnen är en sjö i Skinnskattebergs kommun i Västmanland och ingår i Norrströms huvudavrinningsområde. Sjön är 13,8 meter djup, har en yta på 0,0841 kvadratkilometer och befinner sig 173,4 meter över havet.

## Delavrinningsområde
Norrtjärnen ingår i det delavrinningsområde (664796-149210) som SMHI kallar för Utloppet av Billsjön. Medelhöjden är 194 meter över havet och ytan är 10,31 kvadratkilometer. Det finns ett avrinningsområde uppströms, och räknas det in blir den ackumulerade arean 18,59 kvadratkilometer. Plågbäcken som avvattnar avrinningsområdet har biflödesordning 4, vilket innebär att vattnet flödar genom totalt 4 vattendrag innan det når havet efter 226 kilometer. Avrinningsområdet består mestadels av skog (76 procent). Avrinningsområdet har 1,92 kvadratkilometer vattenytor vilket ger det en sjöprocent på 18,6 procent.